# 泰尔纳 (上马恩省)
泰尔纳（法語：Ternat，法語發音：[tɛʁna]）是法国上马恩省的一个市镇，属于朗格勒区。

## 地理
泰尔纳（47°54'23"N, 5°7'37"E）面积7.91 平方千米，位于法国大東部大區上马恩省，该省份为法国东北部内陆省份，北起马恩省和默兹省，西接奥布省，西南接科多尔省，东南接上索恩省，东临孚日省。
与泰尔纳接壤的市镇（或旧市镇、城区）包括：比尼耶尔、欧容河畔日耶、马拉克、奥尔芒塞、欧容河畔圣卢、沃邦。

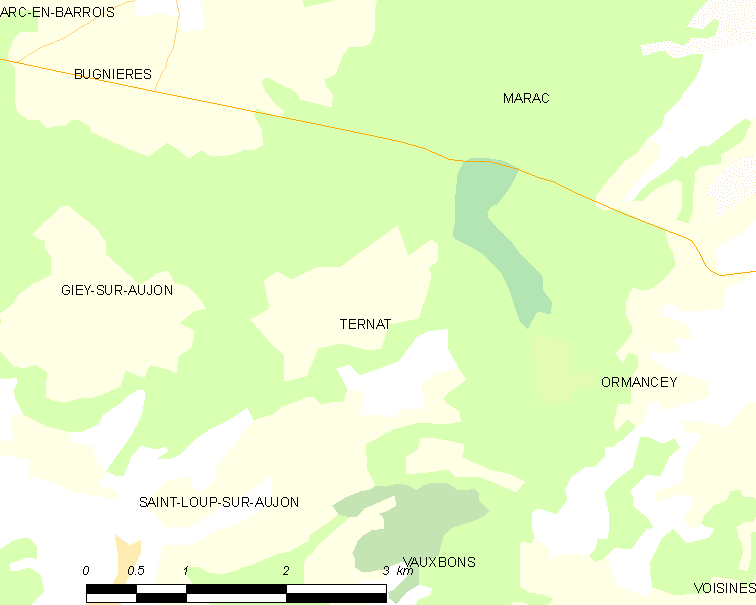
的OSM定位图

泰尔纳的时区为UTC+01:00、UTC+02:00（夏令时）。

## 行政
泰尔纳的邮政编码为52210，INSEE市镇编码为52486。

## 政治
泰尔纳所属的省级选区为维勒居西安勒拉克县。

## 人口

1962-2008年间人口变化图示

泰尔纳于2022年1月1日时的人口数量为60人。